# Altamiro Carrilho
Altamiro Aquino Carrilho (Santo Antônio de Pádua, 21 dicembre 1924 – Rio de Janeiro, 15 agosto 2012) è stato un direttore d'orchestra, compositore e flautista brasiliano.
Con Benedito Lacerda  e Pixinguinha viene considerato uno dei maggiori virtuosi brasiliani. I suoi maggiori successi sono Azul e branco, Maxixe das flores e Rio antigo.

## Biografia
Si affermò come direttore d'orchestra negli anni cinquanta. Nel decennio successivo lavorò anche in Italia.
Si occupò spesso di composizione ed arrangiamenti di choro, una delle musiche strumentali tradizionali brasiliane più diffuse, collaborando anche a varie trasmissioni della televisione brasiliana.
Morì il 15 agosto 2012, di cancro ai polmoni, all'età di 87 anni, in una clinica di Rio de Janeiro

## Discografia parziale
- 1957: Altamiro Carrilho e sua bandinha na TV
- 1957: Natal
- 1957: Ouvindo Altamiro Carrilho
- 1957: Altamiro Carrilho e sua flauta azul
- 1957: Revivendo Pattápio
- 1958: Recordar é viver
- 1958: Enquanto houver amor
- 1958: Boleros em Desfile
- 1958: Homenagem ao Rei Momo
- 1958: Altamiro Carrilho e sua bandinha na TV - nº 2
- 1959: Boleros em desfile nº 2
- 1959: Dobrados em desfile
- 1959: Chorinhos em desfile
- 1960: Parada de Sucessos
- 1960: A bordo do Vera Cruz
- 1960: Era só o que flautava
- 1961: O melhor para dançar - Flauta e Órgão
- 1961: Desfile de Sucessos
- 1961: Vai Da Valsa
- 1962: A Bandinha viaja pelo Norte
- 1963: Recordar é Viver nº 2
- 1963: Bossa Nova in Rio
- 1963: Recordar é Viver Nº 3
- 1964: Choros imortais
- 1964: No mundo encantado das flautas de Altamiro Carrilho
- 1964: Altamiro Carrilho e sua bandinha nas Festas Juninas
- 1965: Uma flauta em serenata
- 1965: Choros imortais nº 2
- 1966: A banda é o sucesso
- 1966: Altamiro Carrilho e sua bandinha no Largo da Matriz
- 1966: Dois bicudos
- 1972: A furiosa ataca o sucesso
- 1972: A flauta de prata e o bandolim de ouro - Altamiro Carrilho e Niquinho
- 1975: Pixinguinha, de Novo - Altamiro Carrilho e Carlos Poyares
- 1975: Antologia do Chorinho
- 1976: Antologia da Canção Junina
- 1977: Antologia do Chorinho Vol. 2
- 1977: Antologia da Flauta
- 1978: Altamiro Carrilho
- 1979: Clássicos em Choro
- 1980: Clássicos em Choro Vol. 2
- 1983: Bem Brasil
- 1990: Cinqüenta anos de Chorinho
- 1993: Instrumental No CCBB- Altamiro Carrilho e Ulisses Rocha
- 1996: Brasil Musical - Série Música Viva - Altamiro Carrilho e Artur Moreira Lima
- 1996: Flauta Maravilhosa
- 2000: Millennium
- 2002: Juntos